# Weteringpoort (brug)
De Weteringpoort is een vaste brug in Amsterdam-Centrum. De naam verwijst naar het watertje de Wetering, dat hier liep, waaraan de Weteringpoort stond, het was een van de kleinste toegangspoortjes tot de stad.  
De verkeersbrug is gelegen in de Weteringschans en overspant zowel het watertje als de Weteringwaterkering (sluis 209 in Amsterdam). Blikvangers in de buurt zijn het grachtenpand in gebruik bij Carl Denig aan de noordoostzijde van de brug, aan de zuidoostzijde staat het voormalige commiezenhuis aan Weteringschans 30, een rijksmonument. Aan de westzijde van de brug staat nieuwbouw, waarvan Peper en Zout gevierd en vervloekt werd.
Een eerste brug kwam hier omstreeks 1866 te liggen, aldus Frank V. Smit. Het was van ijzer met houten balken. De Wetering Schans kreeg toen langzamerhand vorm met enkele bebouwing, zoals bijvoorbeeld het gebouw van Carl Denig. Op de plattegrond uit 1875 is nog wel te zien de dam in de Singelgracht. Bij een tekening van de schutsluis in 1878 is de brug te zien en is ook al de tramweg vermeld. Deze brug kon in de jaren tien van de 20e eeuw het verkeer niet meer aan, er kwam een nieuwe brug van ijzeren balken en een betonnen overspanning. Ongeveer tegelijkertijd werd het stuk Leidseplein tot en met Frederiksplein geasfalteerd. Vanaf juli 1958 vond er uitgebreide renovatie van de brug plaats, de Weteringschans werd gezien als ringweg en zou dus een drukke verkeersroute worden met als hoogtepunt het verderop gelegen Weteringcircuit. Dat de straat al druk was, bewees de aanpak; er werd in vier fasen gebouwd, waarbij de brug gedeeltelijk permanent in dienst bleef. Buizen die bij de brug uit 1910 aan de buitenzijde hingen, werden onder het wegdek verstopt. Gedurende de werkzaamheden werden de tramrails heen en weer geschoven zodat ook dat verkeer doorgang kon vinden, maar dat zorgde er wel voor dat ook het wegdek steeds aangepast moest worden. Er werd geschat dat er negen maanden aan de brug gewerkt moest worden. De brug werd daarbij zo ingericht dat er eventueel nog verbreding van de rijweg kon plaatsvinden, dan wel ten koste van de breedte van de voetpaden. Er moest een drijvende bok aan te pas komen om de brugdelen neer te leggen. In de jaren zeventig veranderde het beeld voor het gebruik van de Weteringschans (weer). Er werd gekozen voor eenrichtingsverkeer per huizenblok, hetgeen ervoor zorgde dat het verkeersaanbod op de brug sterk afnam. De indeling is sindsdien (van noord naar zuid) voetpad, ongescheiden fietspad en rijweg naar het westen, tram/taxibaan, fietspad en voetpad naar het oosten. Over de brug rijden sinds 22 juli 2018 tramlijnen 1, 7 en 19. De krappe bocht in de Lijnbaansgracht zorgt ervoor dat deze brug niet in veel rondvaartroutes zit.

## Afbeeldingen

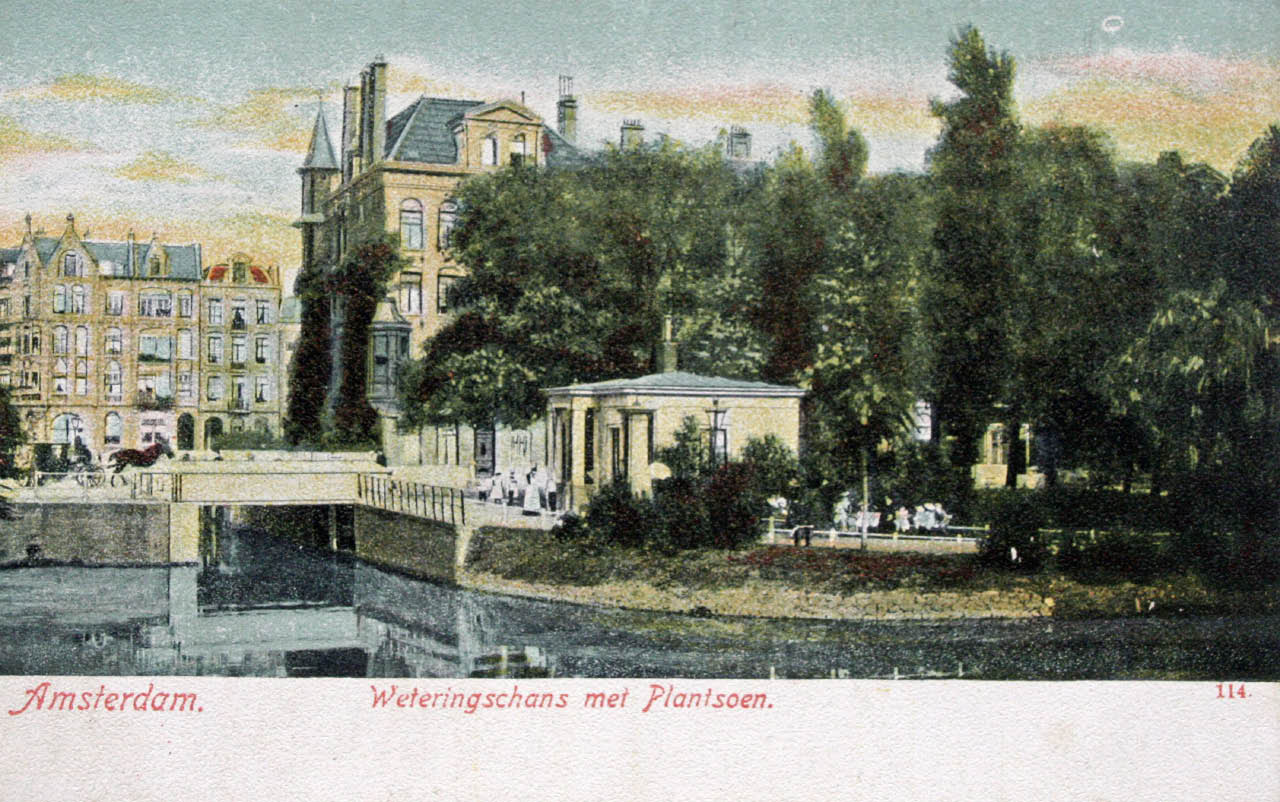
De brug uit 1866 met het commiezenhuis
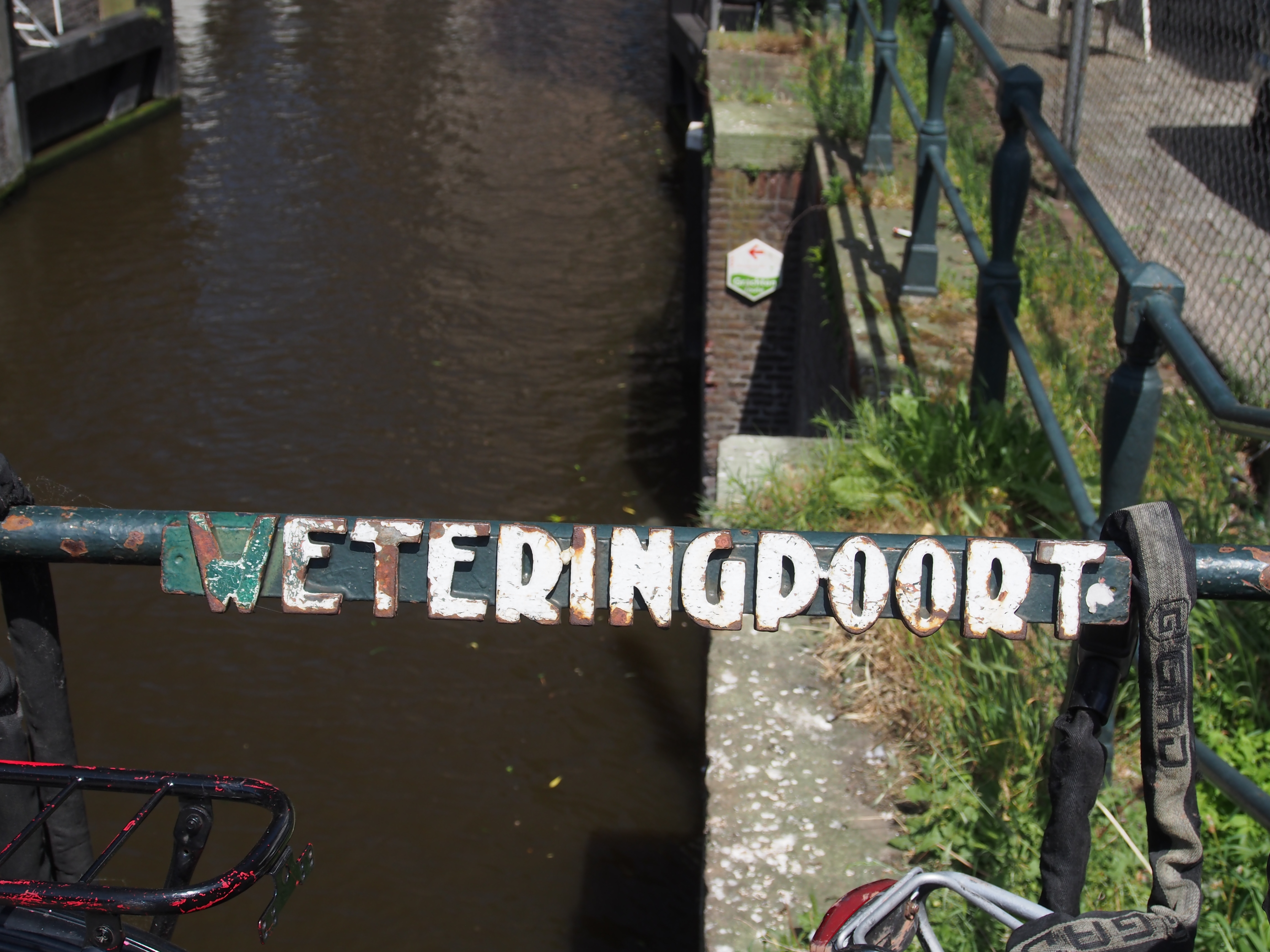
Naamplaat
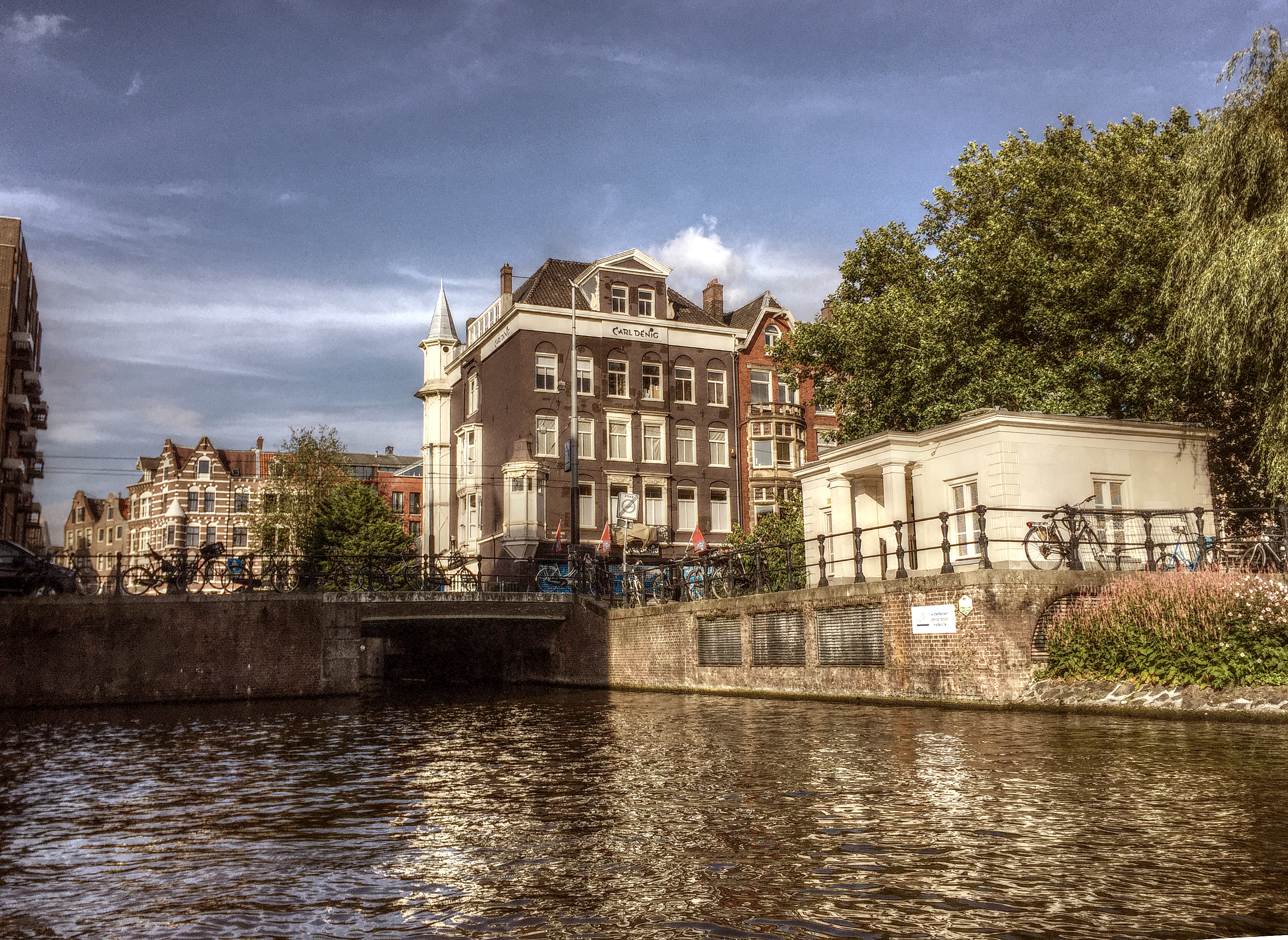
De brug met het commiezenhuis in augustus 2017

1 · 2 · 3 · 4 · 5 · 6 · 7 · 8 · 9 · 10 · 11 · 12 · 13 · 14 · 15 · 16 · 17 · 18 · 19 · 20 · 21 · 22 · 23 · 24 · 25 · 26 · 27 · 28 · 29 · 30 · 31 · 32 · 34 · 35 · 36 · 37 · 38 · 39 · 40 · 41 · 42 · 43 · 44 · 45 · 46 · 47 · 48 · 49 · 50 · 51 · 52 · 53 · 54 · 55 · 56 · 57 · 58 · 59 · 60 · 61 · 62 · 63 · 64 · 65 · 66 · 67 · 68 · 69 · 70 · 71 · 72 · 73 · 74 · 75 · 76 · 77 · 78 · 79 · 80 · 81 · 82 · 84 · 85 · 86 · 87 · 88 · 89 · 90 · 91 · 92 · 93 · 94 · 95 · 96 · 97 · 98 · 99 · >>>
Brugnummers 33 en 83 zijn niet (meer) vergeven